# Канадская хоккейная лига
Канадская хоккейная лига (англ. Canadian Hockey League (CHL), фр. Ligue canadienne de hockey (LCH)) — спортивная организация, объединяющая три крупнейшие канадские лиги по хоккею с шайбой, в которых принимают участие исключительно юниоры, игроки от 16 до 20 лет. Три лиги — Хоккейная лига Онтарио, Главная юниорская хоккейная лига Квебека и Западная хоккейная лига — включают 60 клубов из девяти канадских провинций и пяти американских штатов.
Организацией ежегодно разыгрывается Мемориальный кубок, турнир между четырьмя командами: действующим обладателем кубка и победителями трёх подлиг. Кроме того, регулярно проводятся различные показательные матчи, на которых молодые игроки могут продемонстрировать свои возможности скаутам и поднять тем самым рейтинг на драфте НХЛ. Например, CHL Top Prospects Game — соревнование между сборными из сорока лучших игроков лиги, Subway Super Series — серия игр, в которой сборная всех звёзд лиги противостоит лучшим российским юниорам, выступающим в МХЛ.
Средняя посещаемость матчей CHL очень велика и составляет 6 тысяч зрителей: в Европе далеко не каждая команда мастеров может собрать такую аудиторию. Чемпионом по зрительскому вниманию является клуб «Квебек Рэмпартс», посмотреть на игру которого в среднем приходит более 10 тысяч зрителей, что отчасти обусловлено отсутствием в Квебеке взрослого хоккея после того, как «Квебек Нордикс» превратился в «Колорадо Эвеланш» и переехал в Денвер.

## Награды CHL

### Индивидуальные
| Лучший игрок года                   |                                    |                                  |
| Вручается лучшему игроку года в CHL |                                    |                                  |
| OHL: Ред Тилсон Трофи               | QMJHL: Мишель Бриер Мемориал Трофи | WHL: Фоур Бронкос Мемориал Трофи |

| Лучший новичок года                  |                  |                                  |
| Вручается лучшему новичку года в CHL |                  |                                  |
| OHL: Эммс Фэмили Эворд               | QMJHL: Кубок RDS | WHL: Джим Пигготт Мемориал Трофи |

| Лучший вратарь года                  |                                 |                       |
| Вручается лучшему вратарю года в CHL |                                 |                       |
| OHL: Джим Резерфорд Трофи            | QMJHL: Жак Плант Мемориал Трофи | WHL: Дел Уилсон Трофи |

| Лучший защитник года                   |                          |                                 |
| Вручается лучшему защитнику года в CHL |                          |                                 |
| OHL: Макс Камински Трофи               | QMJHL: Эмиль Бушар Трофи | WHL: Билл Хантер Мемориал Трофи |

| Лучший бомбардир года                                                                                               |                         |                      |
| Вручается с 1994 года, награду получает игрок набравший больше всех в CHL результативных очков по системе "гол+пас" |                         |                      |
| OHL: Эдди Пауэрс Мемориал Трофи                                                                                     | QMJHL: Жан Беливо Трофи | WHL: Боб Кларк Трофи |

| Брайан Килри Эворд                   |                          |                                    |
| Вручается лучшему тренеру года в CHL |                          |                                    |
| OHL: Мэтт Лейдэн Трофи               | QMJHL: Рон Лапойнт Трофи | WHL: Данк МакКаллум Мемориал Трофи |

| Лучший игрок-ученик                                                                 |                            |                                  |
| Вручается игроку CHL, которому удалось наилучшим образом совместить хоккей с учебой |                            |                                  |
| OHL: Бобби Смит Трофи                                                               | QMJHL: Марсель Робер Трофи | WHL: Дэрил Кей (Док) Симэн Трофи |

| Благотворитель года                                         |                                  |                                     |
| Вручается игроку CHL сделавшему наибольший вклад в общество |                                  |                                     |
| OHL: Дэн Снайдер Мемориал Трофи                             | QMJHL: Благотворитель года QMJHL | WHL: Дуг Уикенхайзер Мемориал Трофи |

| Джентльмен года                                       |                                        |                         |
| Вручается за благородство и добропорядочность на льду |                                        |                         |
| OHL: Уильям Хэнли Трофи                               | QMJHL: Фрэнк Джей Селки Мемориал Трофи | WHL: Брэд Хорнанг Трофи |

| Лучший драфт-проспект                                                                       |
| Вручается лучшему игроку CHL, имеющему самый высокий рейтинг среди проспектов на драфте НХЛ |

### Мемориальный кубок
| Мемориальный кубок            | Вручается чемпиону CHL                                |
| Стэффорд Смайт Мемориал Трофи | Вручается самому ценному игроку                       |
| Эд Чиновет Трофи              | Вручается лучшему бомбардиру                          |
| Хэп Эммс Мемориал Трофи       | Вручается лучшему вратарю                             |
| Джордж Парсонс Трофи          | Вручается за благородство и добропорядочность на льду |

### Призы членских лиг
В CHL три членских лиги, в которых тоже вручаются награды, но они не эквивалентны наградам CHL.

#### Хоккейная лига Онтарио
| Кубок Джей Росса Робертсона  | Чемпион OHL                                             |
| Бобби Орр Трофи              | Победитель плей-офф Восточной Конференции               |
| Уэйн Гретцки Трофи           | Победитель плей-офф Западной Конференции                |
| Гамильтон Спектэтор Трофи    | Победитель регулярного сезона                           |
| Лейдэн Трофи                 | Победитель Восточного Дивизиона                         |
| Эммс Трофи                   | Победитель Центрального Дивизиона                       |
| Холоди Трофи                 | Победитель Средне-Западного Дивизиона                   |
| Бумбаччо Трофи               | Победитель Западного Дивизиона                          |
| Уэйн Гретцки 99 Эворд        | Лучший игрок плей-офф                                   |
| Дэйв Пинкни Трофи            | Вратарь(и) команды с наилучшим коэффициентом надёжности |
| Билл Лонг Эворд              | За преданность клубу                                    |
| Джим Мэйхон Мемориал Трофи   | Лучший бомбардир среди правых нападающих                |
| Джэк Фергюсон Эворд          | Первый номер драфта                                     |
| Эф-Дабл-Ю (Динти) Мур Трофи  | Вратарь-новичок с наилучшим коэффициентом надёжности    |
| Лео Лалонд Мемориал Трофи    | Лучший взрослый игрок года                              |
| Роджер Нилсон Мемориал Эворд | Лучший игрок среди учащихся колледжей/университетов     |
| Иван Теннан Мемориал Эворд   | Лучший игрок среди учащихся начальных школ              |
| Микки Рено Кэптейнс Трофи    | Лучший капитан команды                                  |
| Тим Адамс Мемориал Трофи     | Лучший игрок Кубка OHL                                  |
| Джим Грегори Эворд           | Лучший генеральный менеджер                             |
| Лучший руководитель года OHL | Лучший руководитель (больше не вручается)               |

#### Главная юниорская хоккейная лига Квебека
| Жиль Курто Трофи         | Чемпион QMJHL                                                                  |
| Жан Роге Трофи           | Победитель регулярного сезона                                                  |
| Люк Робитайл Трофи       | Команда забившая наибольшее кол-во голов в среднем за игру в регулярном сезоне |
| Робер Лебель Трофи       | Команда с наилучшим коэффициентом надёжности                                   |
| Ги Лафлёр Трофи          | Самый ценный игрок плей-офф                                                    |
| Жак Плант Мемориал Трофи | Вратарь с наилучшим коэффициентом надёжности                                   |
| Ги Карбонно Трофи        | Лучший оборонительный форвард                                                  |
| Кевин Лоу Трофи          | Лучший оборонительный защитник                                                 |
| Майк Босси Трофи         | Лучший перспективный игрок                                                     |
| Мишель Бержерон Трофи    | Лучший атакующий новичок                                                       |
| Раймон Лагасе Трофи      | Лучший оборонительный новичок                                                  |
| Поль Дюмон Трофи         | Индивидуальность года                                                          |
| Морис Фильон Трофи       | Генеральный менеджер года                                                      |
| Джон Хорман Трофи        | Руководитель года                                                              |
| Джин Сойер Трофи         | Лучший маркетинговый директор                                                  |
| Кубок Telus (атака)      | Лучший атакующий игрок (больше не вручается)                                   |
| Кубок Telus (защита)     | Лучший оборонительный игрок (больше не вручается)                              |
| АвтоПро Плаке            | Лучший по системе "плюс/минус" (больше не вручается)                           |
| Филипс Плаке             | Лучший по проценту выигранных вбрасываний (больше не вручается)                |

#### Западная хоккейная лига
| Кубок Эда Чиновета            | Чемпион WHL                                                 |
| WHL плей-офф MVP              | Лучший игрок плей-офф                                       |
| Скотти Манро Мемориал Трофи   | Победитель регулярного сезона                               |
| Ллойд Сондерс Мемориал Трофи  | Руководитель года                                           |
| Аллен Пэрадайс Мемориал Трофи | Лучший рефери                                               |
| Сент-Клер Груп Трофи          | Награда за отношения между маркетингом клуба и болельщиками |
| WHL плюс/минус Эворд          | Лучший по системе "плюс/минус"                              |

## CHL Canada Russia Series
CHL Canada Russia Series — ежегодная серия из шести хоккейных матчей между молодёжной сборной России и сборными каждой из трёх лиг CHL. В середине ноября российская команда посещает Канаду, проводя по два матча с лучшими игроками QMJHL, OHL и WHL.